# 고려사절요
《고려사절요(高麗史節要)》는 조선 문종(文宗) 때 완성한 고려의 편년사(編年史)이다. 《고려사》가 기전체인데 비하여 독자적인 편년체를 취하였고, 《고려사》에 없는 많은 자료를 포함하고 있다. 김종서의 감수를 거쳐 1452년에 완성되었다.

## 구성
- 제1권 태조 신성대왕 (太祖神聖大王)
- 제2권
  - 혜종 의공대왕(惠宗義恭大王
  - 정종 문명대왕(定宗文明大王)
  - 광종 대성대왕(光宗大成大王)
  - 경종 헌화대왕(景宗獻和大王)
  - 성종 문의대왕(成宗文懿大王)
  - 목종 선양대왕(穆宗宣讓大王)
- 제3권 현종 원문대왕(顯宗元文大王)
- 제4권
  - 덕종 경강대왕(德宗敬康大王)
  - 정종 용혜대왕(靖宗容惠大王)
  - 문종 인효대왕 1(文宗仁孝大王一)
- 제5권 문종 인효대왕 2(文宗仁孝大王二)
- 제6권
  - 선종 사효대왕(宣宗思孝大王)
  - 헌종 공상대왕(獻宗恭殤大王)
  - 숙종 명효대왕 1(肅宗明孝大王一)
- 제7권
  - 숙종 명효대왕 2(肅宗明孝大王二)
  - 예종 문효대왕 1(睿宗文孝大王一)
- 제8권 예종 문효대왕 2(睿宗文孝大王二)
- 제9권 인종 공효대왕 1(仁宗恭孝大王一)
- 제10권 인종 공효대왕 2(仁宗恭孝大王二)
- 제11권 의종 장효대왕(毅宗莊孝大王)
- 제12권 명종 광효대왕 1(明宗光孝大王一)
- 제13권 명종 광효대왕 2(明宗光孝大王二)
- 제14권
  - 신종 정효대왕(神宗靖孝大王)
  - 희종 성효대왕(熙宗成孝大王)
  - 강종 원효대왕(康宗元孝大王)
  - 고종 안효대왕 1(高宗安孝大王一)
- 제15권 고종 안효대왕 2(高宗安孝大王二)
- 제16권 고종 안효대왕 3(高宗安孝大王三)
- 제17권 고종 안효대왕 4(高宗安孝大王四)
- 제18권 원종 순효대왕 1(元宗順孝大王一)
- 제19권
  - 원종 순효대왕 2(元宗順孝大王二)
  - 충렬왕 1(忠烈王一) 경효대왕(景孝大王)
- 제20권 충렬왕 2(忠烈王二) 경효대왕(景孝大王)
- 제21권 충렬왕 3(忠烈王三) 경효대왕(景孝大王)
- 제22권 충렬왕 4(忠烈王四) 경효대왕(景孝大王)
- 제23권
  - 충렬왕 5(忠烈王五) 경효대왕(景孝大王)
  - 충선왕(忠宣王) 헌효대왕(憲孝大王)
- 제24권 충숙왕(忠肅王)
- 제25권
  - 충혜왕(忠惠王) 헌효대왕(獻孝大王)
  - 충숙왕(忠肅王) 의효대왕(懿孝大王)
  - 충혜왕(忠惠王) 헌효대왕(獻孝大王)
  - 충목왕(忠穆王) 현효대왕(顯孝大王)
- 제26권
  - 충정왕(忠定王) 충정대왕(忠定大王)
  - 공민왕 1(恭愍王一) 경효대왕(敬孝大王)
- 제27권 공민왕 2(恭愍王二) 경효대왕(敬孝大王)
- 제28권 공민왕 3(恭愍王三) 경효대왕(敬孝大王)
- 제29권 공민왕 4(恭愍王四) 경효대왕(敬孝大王)
- 제30권 신우 1(辛禑一)
- 제31권 신우 2(辛禑二)
- 제32권 신우 3(辛禑三)
- 제33권 신우 4(辛禑四)
- 제34권 공양왕 1(恭讓王一) 공양왕(恭讓王)
- 제35권 공양왕 2(恭讓王二) 공양왕(恭讓王)

## 문화재 지정
- 고려사절요(갑인자본) - 경기도 유형문화재 제245호